# Fusil de francotirador Tipo 97
El Tipo 97 (九七式狙撃銃 Kyuunana-shiki sogekijuu?) fue un fusil de francotirador basado en el diseño del Tipo 38.

## Diseño
Siguiendo la práctica estándar de la época, el diseño del fusil Tipo 97 fue adaptado de un fusil ya existente. Las diferencias entre el Tipo 97 y el Tipo 38 original era que tenía una culata aligerada, un cerrojo más largo y con una manija doblada, una mira telescópica de 2,5x aumentos y una banda media para instalar un monópode, aunque en los últimos modelos se había descartado esta característica. Contaba con un cargador con capacidad para cinco cartuchos.
El fusil entró en servicio en 1937, o según el calendario imperial japonés, el año 97 de la era imperial. Al ser disparado, el poco potente cartucho 6,5 x 50 Arisaka producía muy poco humo y un insignificante fogonazo, lo que dificultaba ubicar y eliminar al francotirador. La falta de fogonazo y humo se debía a la longitud del cañón; un cañón de 600 mm de largo permitía la completa combustión de la pólvora, obteniéndose una óptima combinación de precisión y velocidad de la bala. El cañón del Tipo 97 fue fabricado con una longitud de 794 mm, siendo lo suficientemente largo como para ocultar el fogonazo. 
El Tipo 97 fue fabricado en los arsenales de Nagoya y Kokura, con aproximadamente 14.500 fabricados en Nagoya y 8.000 fabricados en Kokura.

## Historial de combate
Según los testimonios de los soldados chinos que combatieron contra las tropas japonesas en China y Malasia británica entre 1937 y 1945, si la bala no alcanzaba una arteria, órganos vitales o huesos, la herida no era muy dolorosa y sangraba poco. 

## Desventajas
Algunos expertos han criticado el poder de parada del Tipo 97. La masa de la bala 6,5 mm Arisaka es grande, en comparación con la pequeña cantidad de pólvora del casquillo. El cañón ejerce una apreciable fricción sobre la bala debido a su longitud y el trayecto de esta. Al mismo tiempo, a espaldas de la bala se forman una turbulencia y fuerzas de arrastre inmediatamente después de haber sido disparada. Ambas características limitaban el poder de la bala. Aunque el cañón largo y el diseño del cartucho redujeron la letalidad del fusil, estas dos desventajas estaban asociadas con resultados de balística externa y bálistica terminal muy estables para cada bala disparada por el Tipo 97.